# Afroedura multiporis
Afroedura multiporis — вид геконоподібних ящірок родини геконових (Gekkonidae). Ендемік Південно-Африканської Республіки.

## Поширення і екологія
Afroedura multiporis мешкають в Драконових горах у провінції Лімпопо, в районі Хенертсбурга і гори Волькберг. Вони живуть серед гранітних і кварцитових скель і валунів, на висоті від 1400 до 1800 м над рівнем моря.

## Збереження
МСОП класифікує стан збереження цього виду як близький до загрозливого. Afroedura multiporis загрожує знищення природного середовища.